# Sergio Berger
Sergio Berger (ur. 1 stycznia 1983) – szwajcarski snowboardzista. Zajął 25. miejsce w halfpipe’ie na igrzyskach w Vancouver. Jego najlepszym wynikiem na mistrzostwach świata jest 7. miejsce w halfpipe’ie  na mistrzostwach w Whistler. Najlepsze wyniki w Pucharze Świata osiągnął w sezonie 2008/2009, kiedy to zajął 32. miejsce w klasyfikacji generalnej, a w klasyfikacji halfpipe’a był czwarty. Jest wicemistrzem świata juniorów w halfpipe’ie z 2002 r.

## Sukcesy

### Igrzyska olimpijskie
| Miejsce | Dzień     | Rok  | Miejscowość | Konkurencja | Zwycięzca   |
| ------- | --------- | ---- | ----------- | ----------- | ----------- |
| 25.     | 12 lutego | 2006 | Turyn       | Halfpipe    | Shaun White |

### Mistrzostwa Świata
| Miejsce | Dzień       | Rok  | Miejscowość | Konkurencja | Zwycięzca      |
| ------- | ----------- | ---- | ----------- | ----------- | -------------- |
| DNS     | 17 stycznia | 2003 | Kreischberg | Halfpipe    | Markus Keller  |
| 28.     | 21 stycznia | 2005 | Whistler    | Big Air     | Antti Autti    |
| 7.      | 22 stycznia | 2005 | Whistler    | Halfpipe    | Antti Autti    |
| 16.     | 20 stycznia | 2007 | Arosa       | Halfpipe    | Mathieu Crepel |
| 17.     | 23 stycznia | 2009 | Kangwŏn     | Halfpipe    | Ryō Aono       |

### Puchar Świata

#### Miejsca w klasyfikacji generalnej
- 2001/2002 - -
- 2002/2003 - -
- 2003/2004 - -
- 2004/2005 - -
- 2005/2006 - 67.
- 2006/2007 - 43.
- 2007/2008 - 34.
- 2008/2009 - 32.
- 2009/2010 - 81.

#### Miejsca na podium
1. Arosa – 13 marca 2003 (halfpipe) - 1. miejsce
2. Stoneham – 20 grudnia 2003 (halfpipe) - 2. miejsce
3. Kreischberg – 24 stycznia 2004 (halfpipe) - 3. miejsce